# Momski ulus
Der Momski ulus (russisch Момский улу́с, auch Момский район, Momski rajon; jakutisch Муома улууһа, Muoma uluuha) ist einer der 34 Ulusse (Rajons) der Republik Sacha (Jakutien) im Norden des russischen Föderationskreises Ferner Osten. Er liegt im Osten der Republik am Polarkreis, südlich der Ulusse Ust-Janski, Abyjski und Werchnekolymski und nördlich des Oimjakonski ulus.

## Geographie
Der Ulus hat eine Fläche von etwa 101.700 km², fast so viel, wie Bayern und Baden-Württemberg zusammen. Er liegt im Ostsibirischen Bergland und wird von Süden nach Norden von der Indigirka (jakutisch Indigir) durchflossen, als zweiter unterhalb ihrer Quelle durchflossener Ulus. Zweitgrößter Fluss des Ulus ist die 407 km lange Moma (jakutisch Muoma), die beim gleichnamigen Verwaltungszentrum des Ulus von Osten in die Indigirka mündet.
Der Momski ist sehr gebirgig. Die Nordgrenze verläuft durch das bis zu 1847 m hohe Momagebirge. Im Süden wird das Tscherskigebirge von der aus dem Oimjakonski ulus herabströmenden Indigirka durchbrochen. An der westlichen Grenze erhebt sich der 2682 m hohe Gipfel Tschen, zwischen der Indigirka und der Moma der Berg Pobeda, mit 3147 m die höchste Erhebung im Nordosten des asiatischen Festlandes.
Die Vegetation besteht in geschützten Lagen des Südens aus Taiga, in Höhenlagen und im Norden bis in die Tallagen aus Tundra.

## Demografie
Die Einwohnerzahl hat seit 1990 weniger abgenommen als in den Nachbargebieten:
| Jahr | Einwohner |
| ---- | --------- |
| 1939 | 1976      |
| 1959 | 2414      |
| 1970 | 3079      |
| 1989 | 5481      |
| 2002 | 4699      |
| 2010 | 4383      |

Die Bevölkerung besteht, mit leicht steigender Tendenz, zu mehr als 90 % aus Angehörigen indigener Ethnien. Der Anteil der Ewenen ist der zweithöchste unter allen Ulussen der Republik.
| Ethnie    | 2002     | 2002 | 2010     | 2010  |
| Ethnie    | Personen | %    | Personen | %     |
| --------- | -------- | ---- | -------- | ----- |
| Jakuten   | 3290     | 70,0 | 3015     | 68,00 |
| Ewenen    | 781      | 16,6 | 944      | 21,29 |
| Ewenken   | 42       | 0,9  | 27       | 1,01  |
| Jukagiren | 16       | 0,3  | 13       | 0,29  |
| Russen    | 429      | 9,1  | 306      | 6,90  |
| Ukrainer  | 38       | 0,8  | 24       | 0,54  |

## Gemeinden
Der Ulus besteht aus sechs Landgemeinden (selskoje posselenije), in der Republik Sacha als nasleg bezeichnet.
Die Namen sind in der folgenden Tabelle jeweils erst in Transliteration und nach dem Schrägstrich in kyrillischer Originalschreibweise aufgeführt:
| Nr. | Jakutischer Name                | Russischer Name               | Einwohner 2007 (2010) | Bemerkung bzw. Orte                        |
| 1)  | Muoma – Муома                   | Moma – Мома                   | 2.811                 | Verwaltungssitz im Kernort: Chonuu – Хонуу |
| 2)  | Uluhan Čiistaj – Улахан Чиистай | Uluhan Čistaj – Улахан-Чистай | 750                   | Saahyr – Сааһыр                            |
| 3)  | Indigir – Индигир               |                               | 415                   | Buor – Буор und Syhyy – Сыһыы              |
| 4)  | Sobolooch – Соболоох            |                               | 319                   | Sobolooch – Соболоох                       |
| 5)  | Čybagylaach – Чыбагылаах        |                               | 263                   | Kulun – Кулун und Ölbüt – Өлбүт            |
| 6)  | Töbülech – Төбүлэх              | Tebjulech – Тебюлех           | 180                   | Čuumpu – Чуумпу und Kytyl – Кытыл          |

Die Nummern bezeichnen die Rangfolge der Gemeinden nach Einwohnerzahl und die Kennzeichnung in der nur in der jakutischen Wikipedia („In andern Sprachen: Caxa“) verfügbaren Karte des Ulus Moma.